# 凯斯·卡拉定
凯斯·伊安·卡拉定（英語：Keith Ian Carradine，1949年8月8日—），或译基思·卡拉丹，美国演员，代表作为《纳什维尔》，他借此获得奥斯卡最佳歌曲奖和金球奖最佳歌曲奖。

## 早年
他出生于美国加利福尼亚州聖馬刁的一个演艺世家，父亲是演员约翰·卡拉定。他的童年并不愉快，父亲酗酒，母亲患有精神病，并最终在1957年离婚。他由外祖母带大，基本没见过亲生父母。
他曾就读于欧佳谷高中和科罗拉多州立大学。年轻时出演莎士比亚舞台剧，1969年出演《毛髮》，开启演艺生涯。